# Рождественское сельское поселение (Уржумский район)
Рождественское сельское поселение — муниципальное образование в составе Уржумского района Кировской области России, существовавшее в 2006 - 2012 годах.
Центр — село Рождественское.

## История
Рождественское сельское поселение образовано 1 января 2006 года согласно Закону Кировской области от 07.12.2004 № 284-ЗО.
28 апреля 2012 года в соответствии с Законом Кировской области № 141-ЗО поселение включено в состав Уржумского сельского поселения.

## Состав
В поселение входили 4 населённых места:
- село Рождественское
- деревня Бровцино
- деревня Мысы
- деревня Табеково